# Alain Mayama
Alain Mayama, C.S.Sp. (Brazavile, 21 de março de 1971) é um padre congolês da Igreja Católica, atual Superior-geral da Congregação do Espírito Santo.

## Biografia
Nascido em 21 de março de 1971 em Brazavile, fez seu postulado e filosofia em Libreville, no Gabão. Em seguida, fez o noviciado em Mbalmayo, em Camarões, seguido da colocação missionária na Nigéria, na então Província da Nigéria. Estudou teologia na École Théologique St. Cyprien em Yaoundé, Ngoya, Camarões, e depois na Escola Espiritana Internacional de Teologia (SIST) em Enugu, na Nigéria. Emitiu os votos perpétuos no dia 28 de agosto de 1999 em Awo-Onamma (Nigéria) e foi ordenado sacerdote espiritano no dia 15 de julho de 2000 em Brazavile.
Estou religião na Universidade da Nigéria, em Enugu e fez o mestrado em teologia na Universidade Duquesne, de Pittsburgh, onde foi responsável pela Capelania do Hospital em Port Huron, Detroit, de 2007 a 2008. Continuou a sua missão de formador em Libreville, no Gabão, de 2008 a 2011. Neste ano regressou à República do Congo para exercer o cargo de Superior Provincial. No Capítulo Geral realizado em Bagamoyo em 2012, foi eleito Assistente Geral, cargo que exerceu em Roma até 2021.
Em 18 de outubro de 2021, foi eleito pelo Capítulo Geral dos Espiritanos, reunido em Bagamoyo, como seu Superior-geral.